# Santi Pacini
Santi Pacini detto Boccino (Dofana, tra il 1703 e il 1707 – Guistrigona, 26 febbraio 1770) è stato un fantino italiano.
Vinse due volte il Palio di Siena su almeno tre partecipazioni.
Non esiste, tuttavia, una documentazione completa che consenta di ricostruirne integralmente le presenze in Piazza del Campo.

## Vittorie
È noto che vinse il 2 luglio 1741 per la Selva e il 2 luglio 1742 per il Valdimontone.
Prese parte sicuramente anche al Palio del 2 luglio 1744, correndo per la Chiocciola.

## Controversie
Nel 1751 fu condannato per aver ferito a colpi di sciabola un uomo a Guistrigona (nel comune di Castelnuovo Berardenga), dove Boccino risiedeva, procurandogli tagli alla testa e a una gamba.

## Presenze al Palio di Siena
Le vittorie sono evidenziate ed indicate in neretto.
| Palio         | Contrada     | Cavallo                     | Note |
| ------------- | ------------ | --------------------------- | ---- |
| 2 luglio 1741 | Selva        | Morello di Domenico Bambini |      |
| 2 luglio 1742 | Valdimontone | Stornello del Mascagni      |      |
| 2 luglio 1744 | Chiocciola   | Baio della Posta di Siena   |      |